# Amamiclytus
Amamiclytus is een kevergeslacht uit de familie van de boktorren (Cerambycidae). De wetenschappelijke naam van het geslacht werd voor het eerst geldig gepubliceerd in 1964 door Ohbayashi.

## Soorten
Amamiclytus omvat de volgende soorten:
- Amamiclytus dembickyi Holzschuh, 1991
- Amamiclytus hirtipes (Matsushita, 1940)
- Amamiclytus juni Niisato & Han, 2011
- Amamiclytus nobuoi Ohbayashi, 1964
- Amamiclytus nubilus Niisato & Han, 2011
- Amamiclytus setiger Niisato & Han, 2011
- Amamiclytus setosulus Holzschuh, 1991
- Amamiclytus squamifer Holzschuh, 1991
- Amamiclytus subnitidus Holzschuh, 1984
- Amamiclytus yulongi Niisato & Han, 2011